# Suipacha (Bolivie)
Pour les articles homonymes, voir Suipacha.
Suipacha est une localité du département de Potosí en Bolivie située dans la province de Sud Chichas. Sa population s'élevait à 503 habitants en 2001.